# Distretto di Kamenec
Il distretto di Kamenec (in bielorusso Камянецкі раён?) è un distretto (rajon) della Bielorussia appartenente alla regione di Brest.

## Geografia
Il distretto di Kamenec si trova nella parte ovest della Regione di Brest (in russo: Брестская область - Brestskaya oblast`). La superficie del territorio del distretto è di 1705,32 km². Il distretto confina con la con Polonia (la frontiera esterna di Belarus) e con i distretti di Brest, Zhabinka, Kobryn e Pruzhany della Regione di Brest. La superficie della provincia è pianeggiante e collinare. Il punto più alto è a 198 m sul livello del mare.

## Popolazione
La popolazione totale del distretto è di 30.495 abitanti al 1o gennaio 2025. Nel territorio si trovano 2 città: Kamenec (8133 abitanti) e Vysokoe (4941 abitanti), e poi 13 comuni.

## Economia

### Industria
Nel distretto sono presenti i seguenti stabilimenti soprattutto del settore alimentari:
- OAO "Belovezhskie syry" (Vysokoe) - produzione dei formaggi;
- OAO "Savushkin product" (Kamenec) - produzione dei formaggi;
- OAO "Belovezhsky" (Belovezhsky) - carne e prodotti a base di carne;
- OOO "Agroproduct" (Oberovshchina) - oli vegetali e grassi.

### Agricoltura
La zona ha un'agricoltura molto sviluppata. I settori agricoli principali sono allevamento di carne, produzione di latte e latticini, coltivazione del grano e semi.

### Turismo
Il Parco Nazionale Naturale "Belovezhskaya Pushcha" è uno da più grandi nella Europa. La superficie della parte bielorussa è più di 1500 km². Il parco si estende per 65 km da nord a sud e per 40 km circa da ovest a est. Ogni hanno più di 55000 turisti dalla Belarus, la Russia e dagli altri paesi visitano Belovezhskaya Pushcha. Il centro turistico del Parco si trova nel comune di Kamenyuki. Nel Parco Nazionale per i turisti sono presenti tanti alberghi, le ville di agriturismo, tanti ristoranti, trattorie e bar, servizio di noleggio delle biciclette.
Nel centro della città di Kamenec si trova La Torre di Kamenec (anni di costruzione 1276-1288) - una torre difensiva medievale con la altezza di circa 30 metri. La torre è costruita nello stile romano antico.

## Infrastruttura e trasporti
La zona è dotata di una rete stradale asfaltata ben sviluppata. Le strade principali vanno a Brest, Kobryn, Minsk e la Polonia. Esiste anche una linea ferroviaria che collega la città di Vysokoe (stazione Vysoko-Litovsk) e Brest, il capitale della regione. Tutti i valichi di frontiera verso la Polonia oltre Brest nel tempo presente sono chiusi. Tutto il traffico delle vetture e bus tra Belarus e Polonia passa attraverso il valico Brest / Terespol.
Dalla autostazione di Kamenec e Belovezhskaya Pushcha partono le linee del trasporto pubblico suburbane ed interurbane per Vysokoe, Brest e all'interno del distretto. Gli autobus per Polonia partono dalla autostazione di Brest.